# Agia Varvara (Creta)
Agia Varvara (in greco Αγία Βαρβάρα?, Santa Barbara) è un ex comune della Grecia nella periferia di Creta (unità periferica di Candia) con 5 310 abitanti secondo i dati del censimento 2001.
È stato soppresso a seguito della riforma amministrativa, detta Programma Callicrate, in vigore dal gennaio 2011 ed è ora compreso nel comune di Gortyna.
Tra le località in cui era diviso l'ex comune c'è il villaggio di Priniàs, reso celebre dal rinvenimento del Tempio A da parte di Luigi Pernier, il più antico esempio di architettura templare greca a noi nota.